# Серпневе повстання в Грузії (1924)
Серпневе повстання в Грузії в 1924 році (Серпневе повстання) (груз. აგვისტოს აჯანყება) — невдале збройне повстання проти радянської влади в Грузинській Радянській Соціалістичній Республіці в кінці серпня — на початку вересня 1924 року.
Повстання очолювали Комітет з питань незалежності Грузії (КНГ) та інші антирадянські організації, підтримувані грузинською соціал-демократичною партією (меншовиків). Повстання було спрямоване на повалення радянської влади, що встановилася під час радянсько-грузинської війни в 1921 році, та на здобуття незалежності.

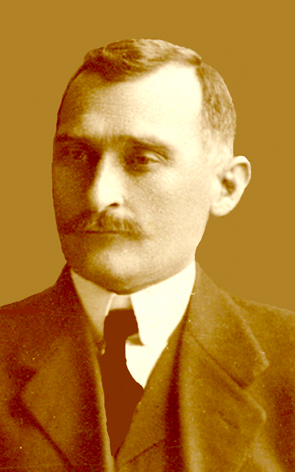
Коте Адронікашвілі

28 серпня в Чиатурі було сформовано «Тимчасовий грузинський уряд» на чолі з князем Георгієм Церетелі, а загін полковника К. Чолокашвілі (60 чоловік) напав на село Приют. У Сенакському повіті повсталі зайняли міста Сенакі і Абаша. Надалі повстання поширилося на Саберінський, Шарапанський, Зугдідський, Душетський, Гурійський, Сигнахський, Талавський, Горійський, Ахалцікський повіти.
29 серпня Чолокашвілі атакував загони Червоної Армії в Манглісі, але зазнав поразки, бо біля Тифліса, що був поруч, перебували додаткові частини РСЧА. Чолокашвілі довелося відступати далі на Схід в провінцію Катеху. Таким чином, повсталі захопили більшу частину західної Грузії і деякі райони на сході.

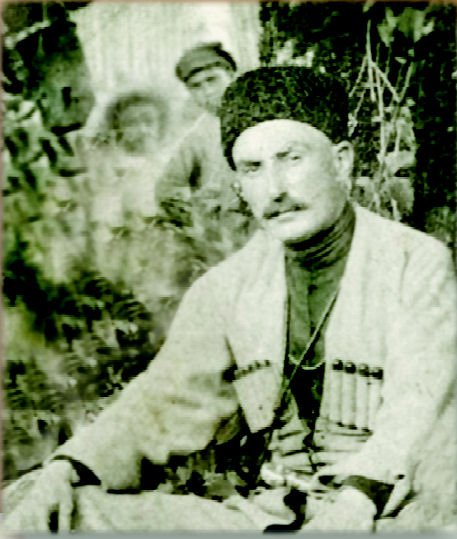
Кайхосро Чолокашвілі

Протягом наступних двох днів ВЧК і РСЧА блокували грузинське узбережжя Чорного моря за допомогою С. А. Пугачова, щоб не допустити евакуації повстанців на кораблях, та придушили повстання в Чіатурі, Сенакі, Абаши і в усьому Сенакському повіті. РСЧА для подальшого придушення повстання використовувала артилерію й авіацію, особливо в провінції Гурія, в якій повстанці найбільш активно захоплювали владу. Тифліс, Батумі, Абхазія і східні райони країни перебували під контролем радянського уряду, хоча центр повстання почав зміщуватися на схід. 31 серпня 1924 року ЧК Грузії постановила розстріляти 44-х учасників повстання, але на цьому воно не закінчилося.
3 вересня повстанці на чолі з Чолокашвілі востаннє спробували змінити хід повстання: вони захопили місто Душеті, відбулася перестрілка з РСЧА у Шіо-Мгвімському монастирі. 4 вересня з Душеті повстанців витіснив загін курсантів Тифліської окружної школи ГПУ. В Мцхета ЧК Грузії заарештувала керівництво Комітету незалежності Грузії: К. Андронікашвілі, членів ЦК Націонал-демократичної партії Грузії, Я. Джавахішвілі, М. Ішхнелі, члена ЦК Соціал-демократичної партії Грузії (меньшовиків), Ж. Джінорія і М. Бочорішвілі.
Повстання було придушене Червоною Армією і ВЧК, після чого в Грузії почалися масові репресії, від яких постраждало кілька тисяч чоловік, і остаточно встановилася влада більшовиків.

## Репресії радянського уряду
5 вересня заарештовані члени Комітету під тиском Берії, який пообіцяв зупинити розстріли учасників повстання, закликали повстанців припинити боротьбу з більшовиками. Однак Берія не виконав своєї обіцянки і масові репресії продовжилися, в тому числі — розстріли членів сімей повстанців. До середини вересня майже всі групи колишніх повстанців були знищені.
Точне число жертв репресій залишається невідомим. Близько 3000 осіб загинуло в ході бойових дій, від 7000 до 10000 чоловік були розстріляні. Близько 20000 чоловік були відправлені в заслання.
Пізніше в своєму виступі в Москві Серго Орджонікідзе заявив: «У масових розстрілах ми трохи переборщили, але з цим вже нічого не поробиш».